# 普里戈尔斯克
普里戈尔斯克（羅馬化：Prigorsk）是俄罗斯哈卡斯共和国的市级镇，属共和国辖市切尔诺戈尔斯克市管辖，地处哈卡斯共和国东部，位于叶尼塞河流域内比贾河（Биджа）畔，在切尔诺戈尔斯克及共和国首府阿巴坎西北方。R257公路（叶尼塞公路）经过该镇。
该地2021年人口有2,314人；2010年人口2,626；2002年人口3,351；1989年人口1,767。